# 현주엽
현주엽(玄周燁, 1975년 7월 27일 ~ )은 대한민국의 전 농구 선수, 지도자, 방송인이다. 현역 시절 닉네임은 매직 히포.
1998년 청주 SK 나이츠에 드래프트 1순위로 지명되어 프로에 데뷔하였다. 부산 아시안 게임 중국과의 결승전에서 4쿼터 4초를 남기고 돌파 및 레이업 슛을 성공시키면서(이른바 까마귀 작전) 승부를 연장전으로 끌고 갔으며, 연장전에서 6득점을 기록하여 뉴델리 아시안 게임 이후 20년 만의 금메달에 기여하였다.

## 학력
- 1988년 서울도성국민학교 졸업
- 1991년 휘문중학교 (농구부) 졸업
- 1994년 휘문고등학교 (농구부) 졸업
- 1998년 고려대학교 (94학번) 경영학사(졸업)
- 2008년 고려대학교 대학원 체육교육학 석사

## 유년 시절
1975년 7월 27일 서울에서 의류제조업을 하는 아버지 현진구(玄晉具)와 대한민국 여자 대표팀에서 활약한 농구 선수 출신인 어머니 홍성화(洪性華) 사이에서 슬하 3남 중 막내로 출생하였다. 그의 위로는 세 살 위의 두 쌍둥이 형이 있다. 그의 본관은 연주(延州)이다.
서울 도성초등학교 6학년 시절 우연히 농구를 하겠다는 결심을 하고 휘문중학교에 입단 테스트를 받았다. 당시 키도 작고 농구 실력이 부족하였던 그는 테스트를 통과하지 못했으나 공교롭게도 서울 휘문중학교로 학교를 배정받아 농구특기생이 아닌 일반학생으로 휘문중학교를 입학하고 다시 농구부의 문을 두드렸다. 그리하여 비교적 늦은 나이인 휘문중학교 1학년 때 농구를 시작하게 된 현주엽은 1학년 동안은 늘 벤치를 지켰으며 2학년이 돼서야 코트에 첫 출전을 하게 된다. 현주엽은 휘문중학교 2학년 때까지 자신의 어머니가 농구선수 출신이었다는 사실을 몰랐다고 한다. 자신의 경기를 관람하러 온 어머니를 현주엽의 농구 코치가 알아보는 것이 계기가 되었다. 운동선수 생활을 하였던 어머니는 현주엽이 농구선수가 된 후 항상 주위 사람들이나 선후배들에게 예의를 지킬것을 강조하였다고 한다. 현주엽은 그 당시 NBA 농구 비디오를 보면서 농구연습을 했고 그의 롤모델 농구선수는 매직 존슨이었다. 매직 존슨을 동경하여 2008년까지 줄곧 백넘버 32번을 달았다.

## 선수 경력

### 고려대 시절 (1994-1998)
휘문고 시절부터 초고교급으로 분류되던 현주엽은 고려대와 연세대 양교 관계자들의 치열한 경쟁속에 스카우트 제의를 받아오다 고3때인 1993년 3월 31일 기자회견을 열고 고려대학교 농구부 진학을 발표한다. 이후 현주엽이 밝힌 바에 따르면 1993년 3월 대학연맹전에서 고려대가 8강 진출에 실패하는 것을 목격하고 고려대 진학을 결정하였다고 한다. 이미 대학 최강의 전력을 갖추고 고대에 줄곧 승리를 거두던 연대에 들어가기보다는 연대와의 대결에서 열세에 있던 고대에 들어가서 자신의 가치를 입증해보이고 싶어했다는 것으로 알려져 있다.
현주엽이 대학진학후 첫 출전한 대회인 MBC배 대학농구에서 고대는 연대를 맞아 28점차로 대패하게 된다. 이 경기후 고대는 선수 전원이 머리를 짧게 깎고 절치부심하여 패자부활전을 통해 결승에 올라와 다시 연대를 만나 승리를 거두었고, 다시 최종결승전에서 고대는 연대에 시종일관 리드를 당했으나 시합종료 1분을 남기고 고대 양희승이 동점을 만드는 데 성공하였다. 이 동점상황에서 현주엽이 속공으로 종료 직전 0.4초를 남기고 회심의 레이업을 시도하였고 연대 김택훈의 반칙으로 얻은 자유투 2개를 모두 침착하게 성공시키면서 고대의 우승을 이끌었다. 대학무대 첫 대회에서 세간의 기대만큼의 활약을 벌이지 못한 현주엽은 대회 후 인터뷰를 통해 자신은 이번 대회를 통해 모든면에서 선배들보다 부족하다는 것을 깨달았으며 고교농구와 대학농구의 엄청난 차이를 느꼈다고 대답했다. 그러나 이 후 현주엽은 파워 포워드로서의 팀내 입지를 탄탄히 다지게 되고, 고대는 전희철, 김병철, 양희승, 현주엽, 신기성이라는 베스트 5 체제를 구축하며 대학무대에서 승승장구하게 된다.
이처럼 고려대학교가 연승가도를 질주하자 세간의 관심사는 고려대가 70년대말에 이룩했던 최다연승 49연승을 깨고 50연승을 달성할것인가에 몰려 있었다. 그러나 1995년 가을철 대학농구 연맹전 예선 첫 경기에서 현주엽이 발목 부상으로 빠진 고대는 당시 약체였던 홍대에 3점차로 덜미가 잡히며 20연승에서 연승을 마감했다. 이후 고대는 다시 한동안 연승을 이어갔지만 50연승에 근접하지는 못하였다. 고려대학교는 충분한 전력을 갖췄음에도 현주엽이 졸업하기전까지 끝내 농구대잔치에서는 연세대학교가 이루어내었던 대학팀 우승을 달성하지 못하였다.
현주엽은 허재에 이어 대학 1학년때부터 국가대표팀에 선발된 선수가 되었다.

### SK 나이츠 시절 (1998-1999)
1998년 3월 9일 힐튼호텔에서 열린 프로농구 신인 드래프트에서 현주엽은 전체 1순위로 청주 SK의 지명을 받았다. 당시 SK의 안준호 감독은 드래프트에서 구슬 뽑기로 1순위 지명권을 받게 되자 ‘우승이야’를 외쳤다고 한다. SK는 그 지명권으로 바로 현주엽을 지명했고 이렇게 해서 현주엽은 SK에 이미 영입돼 있던 서장훈과 한솥밥을 먹게 되었다. 그러나 SK의 운명은 안준호의 바람대로 흘러가지는 않았다. 또 다른 기대주였던 외국인 선수 토니 러틀랜드의 부진과 더불어, 현주엽과 서장훈은 미묘한 자존심 대결과 포지션의 중복으로 부조화를 보였고 이 때문에 SK는 우승은커녕 플레이오프조차 오르지 못하고 만다. 그 책임을 물어 1998년 11월 26일 안준호 감독은 시즌 도중 경질되고 기아의 기술고문이었던 최인선이 SK의 새 감독으로 부임하였다. 현주엽의 프로 첫해 개인성적은 뛰어났다. 34경기에 출전하여 평균 23.94 득점, 6.35 리바운드, 4.65 어시스트를 기록했다. 이듬해 시즌에서 현주엽은 스몰포워드로의 성공적인 변신을 이루어내며 서장훈과 전년보다 나아진 팀웍을 보였다. 이에 SK는 정규시즌 1위를 달리고 있었으나, 시즌 트레이드 신청 마감일 하루전인 1999년 12월 24일 크리스마스 이브날 SK는 현주엽을 골드뱅크의 조상현 + 현금 4억원과 맞바꾸는 초대형 트레이드를 단행하며 대담한 승부수를 띄웠다. 이는 최인선 감독이 이원재 단장에게 한 강력한 요청에 따른 것이었다. 최인선은 현주엽의 3번자리(스몰 포워드)가 불만이었다. 우승을 위해 3번에 올라운드 플레이어보다 기동력 좋고 확실한 슛터를 원했던 그는, 이대로라면 챔피언전에 진출하더라도 현대를 만나면 승산이 없을것이라고 내다봤다. 당시 SK는 창단 이후 현대에게 12전 전패를 기록하고 있었다. 트레이드 직후, SK는 곧바로 트레이드 효과를 보이면서 승승장구, 결국 챔피언전에서 만나게 된 현대를 4승 2패로 누르고 우승컵을 들어올렸다. 실패했으면 최악의 자충수로 기록됐을 이 트레이드는, SK의 우승으로 인해 ‘우승을 위한 마지막 퍼즐찾기’로 농구역사에 기록되었다.

### 트레이드 뒷얘기
트레이드 소식을 최인선 감독이 아닌 신문기자에게서 처음 듣게 된 현주엽은 트레이드 직후 인터뷰를 통해 최인선 감독에게 대한 인간적인 실망을 토로하기도 했다. 애초에 현주엽의 트레이드는 현주엽과 최인선의 불화 때문이라는 주장이 한 매체를 통해 설득력있게 제기되었다. 이에 따르면 1999년 12월 14일 현대와의 경기에서 역전패 당하고 난후 최인선은 패배의 책임이 현주엽에게 있다고 생각했고, 자존심이 강한 현주엽은 이에 항명하여 부상을 핑계로 다음 경기인 16일 LG전을 보이콧하였다고 한다. 그 다음 경기인 19일 신세기전에서 다시 현주엽은 워밍업까지 마치고 경기에 나설 준비를 하였으나 이번엔 최인선의 보복이 이어졌다. 현주엽을 고의로 출전시키지 않은 것이다. 그리고 그 다음 경기였던 23일 동양전은 현주엽에게 SK에서의 마지막 경기가 된다.
또한 이 매체에 따르면, SK는 골드뱅크와 접촉하기전 삼성과 먼저 접촉한 것으로 알려졌다. SK의 이원재 단장은 현주엽을 내보내더라도 좋은 팀에 보내고 싶어했다. 실제로 현주엽은 SK의 지명을 받기전 삼성으로의 입단을 원했던 것으로 알려졌고, 삼성 역시 현주엽의 영입을 간절히 원해 드래프트 1차 지명권을 딸 목적으로 전년도 시즌 막판 경기에서 고의 패배를 했다는 의혹을 받기까지 했다. 그러나 실상 SK는 우승 가능권에 있던 삼성의 전력증가를 원하지 않아 삼성에 대한 현주엽 트레이드 타진은 시늉내기로만 끝났다. 결국 현주엽은 SK의 우승에 장애가 되지 않는 약체 골드뱅크로 트레이드된다.

### 골드뱅크 클리커스 시절 (1999-2001)
골드뱅크는 현주엽 영입효과를 톡톡히 보았지만, 플레이오프 진출에는 실패했다. 이듬해인 2000년 현주엽은 무릎을 크게 다쳤고, 수술과 재활로 인해 00-01년 시즌에는 코트에 나서지 못한 경기가 더 많았다. 평균 득점이 16.7득점으로 떨어졌고 팀 성적도 곤두박질쳤다.

### 상무 시절 (2001-2003)
2001년 6월 14일 현주엽은 상무에 입대하였다.
01-02 시즌 농구대잔치에서 상무는 김주성이 이끄는 전년도 우승팀 중앙대를 제압하며 우승을 하였고 현주엽은 대회 최우수선수상(MVP)과 리바운드상을 받았다.
현주엽은 상무 복무중 출전한 2002년 부산 아시안게임 남자 농구 결승전에서 중국에 극적 역전승을 이끌어 내는데 결정적 기여를 하였다. 당시 중국은 NBA 지명 1순위에 빛나는 야오밍이 포함되어 있었고, 한국은 시종일관 중국에 리드를 당해 종료 3분 17초를 남기고 71-84로 뒤지며 패색이 짙었다. 이때 김진 대표팀 감독은 작전타임을 부른후 현주엽과 김승현을 교체 투입하는 마지막 승부수를 띄웠다. 현주엽의 미들슛과 골밑돌파, 그리고 김승현의 가로채기와 어시스트가 빛을 발하며 한국팀은 무더기 득점을 엮어나가기 시작했다. 마침내 4쿼터 종료 4.7초를 남기고 현주엽이 드리블에 이은 대담한 골밑돌파로 레이업슛을 성공, 동점을 만들면서 승부는 연장전으로 넘어갔다. 연장전에서도 김승현과 현주엽의 활약은 이어졌고 102-100로 경기를 마무리 지으며 20년만에 남자농구 아시안게임 금메달을 되찾아올 수 있었다.
2002년 12월 현주엽은 또 다시 무릎을 다쳐 수술대에 올라 치료와 재활에 1년 여의 시간이 걸렸다.
현주엽은 2003년 8월에 전역하였다.

### 코리아텐더 푸르미/KTF 매직윙스 시절 (2003-2005)
현주엽의 상무 입대와 거의 비슷한 시기에 골드뱅크는 팀명을 코리아텐더로 변경하였고, 이후 재정난에 시달리던 코리아텐더는 현주엽의 복귀가 몇달 지나지 않은 2003년 11월, 농구단을 KTF에 매각하였다. KTF에서는 상무 시절 인연을 맺은 추일승 감독이 사령탑을 맡았다. 두번의 무릎수술을 거치며 현주엽의 플레이 스타일은 포스트업보다 어시스트 위주의 외곽플레이로 바뀌어 갔고, 그의 전매특허인 몸을 날려 레이업슛을 쏜 후 바닥으로 쓰러지는 플레이 또한 횟수가 줄어갔다. 이 무렵부터 포인트 포워드라는 말을 듣기 시작하였다.

### LG 세이커스 시절 (2005-2009)
04-05 시즌이 끝난뒤 현주엽은 자유계약 선수(FA) 자격을 얻게 된다. 그 동안 만년 최약체 팀들에서 활약하면서 우승을 원했는데 그러지 못한 한을 풀기 위해 변화를 원했다. 그 중 LG를 선택하면서 이적하게 된다. 구단에서 최고 대우로 모셔오게 된다. 에피소드로 신기성도 함께 영입할 수 있었으나 샐러리캡과 포지션 중복을 이유로 같이 뛰지 못하게 된다. 그러나, 무릎부상은 그에게서 운동능력과 함께 공격 본능까지 앗아가 버렸다. LG로 이적한 06-07 시즌부터는 마침내 평균 득점이 한자릿수로 떨어졌고, 마지막해였던 08-09 시즌에는 6.73까지 하락했다.

## 은퇴 선언
2009년 6월 24일, 현주엽은 현역 은퇴를 선언하고 그 다음날 기자회견을 가졌다. 기자회견장에는 무릎수술 후유증으로 목발을 짚고 들어섰다. 선수생활중 가장 기억에 남는 순간을 묻는 질문에 2002년 아시안 게임 금메달을 땄을 때를 꼽았고 아쉬운 것으로는 우승을 해보지 못한 것이라고 대답했다. 마지막 소감으로는 팬들에게 농구를 좀 잘했던 선수로 기억됐으면 좋겠다고 전했다.

## 해설위원
이후에는 잠시 농구와 거리를 두면서 야인으로 지내게 된다. 그러던 중 고려대 절친인 신기성의 추천을 받아 2014년 농구 해설가로 데뷔하며 MBC 스포츠플러스의 농구해설위원으로 활동하였다.

## 감독 경력

### LG 세이커스 시절 (2017-2020)
2017년에 계약이 만료된 프로농구의 명장이었던 김진 감독의 후임으로 창원 LG 세이커스의 제7대 감독으로 선임됐다.
코치도 화려했는데 전 동부 감독이었던 김영만은 수석코치를 맡게 되었고 이후 LG 창단멤버였던 박재헌 코치와 삼성 프랜차이즈였던 강혁 코치를 두었다.
하지만, 현역 은퇴 이후 제대로 된 지도자 수업이 없었고 코치조차 맡지 않은 바람에 농구계와 농구팬들은 우려를 표시했다.
결국, 구단 역대 최저성적인 2017-2018 시즌 17승 9위 몰락과 2019-2020 시즌에도 9위를 포함해서 계속된 성적 부진으로 인해 계약 만료 후 사퇴했다. 후임으로 조성원 명지대 감독이 부임하게 된다.
조성원 감독은 팀의 창단 첫 최하위를 당했으나 한시즌 최저 17승이 아닌 19승으로 그나마 체면을 지켰다.

## 무관의 제왕
현주엽은 화려하였던 개인 성적에 비해, 유독 우승과는 인연이 없었다. 1990년대 그와 함께 대학농구 전성기를 보냈던 농구대잔치 스타들이 프로에 와서 대부분 한번 이상의 우승을 경험해 본 것에 비해 현주엽은 9년의 프로생활 동안 단 한번도 챔피언 결정전에 나가보지 못하였다. 99-00시즌 SK가 정규리그 1위를 달리며 팀을 우승시키는가 했지만 시즌 도중 트레이드되며 SK의 우승을 지켜봐야만 했고, 그 이후로 우승에 가장 근접했던 순간은 06-07시즌 LG에서 활약하고 있을 때로 팀을 정규리그 2위에 올려놓으며 우승 가능성을 엿보기도 했지만 플레이오프 4강전에서 LG의 외국인 선수 파스코의 심판 폭행사건이 얽히면서 KTF에게 패하고 만다. 그나마 아시안 게임 금메달이 유일한 우승 경력이다.

## 플레이 스타일
- 발은 느리지만 70cm에 달하는 서전트 점프 능력으로 골밑을 장악하고, 파워 포워드 출신 치고는 보기 드물게 드리블 능력과 아웃렛 패스 능력이 좋아서 고교 시절부터 한 경기 평균 5개의 어시스트를 기록했다. 대학 시절부터 종종 멋진 덩크슛을 성공시켜 팬들의 특별한 사랑을 받기도 했다.

## 에피소드
- 중학교 때까지만 해도 1년 선배 윤제한, 2년 선배 박준영에 밀려 벤치워머였고, 이 때의 낙은 같은 벤치워머인 서장훈과 훈련을 제끼고 수영장에 놀러가는 것이었다고 한다(MBC 무릎팍 도사-2013년 8월 15일 서장훈편).
- 고려대학교 시절, ABC대회 덩크슛 콘테스트에서 백보드를 부순 덩크슛을 작렬한 적이 있다.
- 상무에서 제대한 뒤 찍은 증명사진이 노무현 전 대통령과 흡사해 보여서 디씨인사이드 농구 갤러리의 유저들은 그에게 '노무현주엽', '가카'라는 별명을 붙였다.
- 은퇴 후 사업을 하였지만, 17억 원을 지인에게 사기당하기도 했다.

## 수상

### 선수
- 국무총리표창 (1994)
- 농구대잔치 MVP (2001-02)
- 농구대잔치 베스트 5 (1995-96, 1997-98, 1998-99)
- 이성구 페어플레이상(2005-06)
- 대학농구선수권대회 MVP (1996)
- KBL 신인최초 트리플더블 (1999-00)
- KBL 베스트 5 (2005)
- 1994년 히로시마 아시안 게임 은메달
- 1998년 방콕 아시안 게임 은메달
- 2002년 부산 아시안 게임 금메달

### 방송인
- 2020년 KBS 연예대상 리얼리티부문 남자 최우수상(사장님 귀는 당나귀 귀)

## 방송 활동

### TV 프로그램

#### 현역시절 출연작
- 1994년 MBC 《이야기쇼 만남》
- 1994년 MBC 《일요큰잔치》
- 1994년 KBS 《한밤의 이야기 쇼》
- 1995년 SBS 《백보드 밑의 전쟁》
- 1996년 KBS 《가족오락관》
- 1996년 KBS 《TV는 사랑을 싣고》
- 1998년 SBS 《게임쇼 하이파이브》
- 1998년 KBS 《체험 삶의 현장》

#### 은퇴후 출연작
- 2015년 MBC 《무한도전》(무도큰잔치특집)
- 2015년 SBS 《좋은 아침》
- 2015년 KBS2 《우리동네 예체능》(농구 리턴즈 특집)
- 2015년 tvN 《촉촉한 오빠들》
- 2015년 SBS 《백년손님》
- 2015년 SBS 《런닝맨》
- 2015년 SBS 《정글의 법칙 in 니카라과》
- 2015년 KBS2 《네 멋대로 해라》 - 진행자(MC)
- 2015년 MBC 《위대한 유산》
- 2015년 채널A 《부르면 갑니다 머슴아들》
- 2015년 채널A 《개밥 주는 남자》(1회~15회 하차)
- 2016년 MBN 《엄지의 제왕》
- 2016년 SBS 《오! 마이 베이비》
- 2016년 SBS 《영재 발굴단》
- 2016년~2017년 tvN 《수요미식회》 - 부정기 출연
- 2016년 SBS 《동상이몽, 괜찮아 괜찮아》
- 2016년 KBS2 《배틀트립》(홍콩 영화 투어vs일본 만화 투어)
- 2016년 SBS 《정글의 법칙 in 뉴칼레도니아》
- 2016년 MBC 《마이 리틀 텔레비전》
- 2016년 TV조선 《모란봉 클럽》
- 2016년 JTBC 《청춘식당 잘 먹겠습니다》
- 2016년 XTM 《REBOUND》
- 2016년 KBS2 《해피투게더 3》
- 2017년 tvN 《버저비터》
- 2017년 OLIVE 《요상한 식당》
- 2017년 OLIVE 《원나잇 푸드트립 먹방레이스》
- 2017년 KBS1 《트루밥쇼》
- 2017년 MBC 《은밀하게 위대하게》
- 2019년~2021년, 2022년 KBS2 《사장님 귀는 당나귀 귀》
- 2020년 JTBC 《위대한 배태랑》
- 2020년 tvN 《건강함의 시작, 몸의 대화》
- 2020년 KBS2 《옥탑방의 문제아들》
- 2020년~2021년 KBS2 《TV는 사랑을 싣고》 - 진행자(MC)
- 2020년 SBS 《미운 우리 새끼》 - 특별출연
- 2020년 JTBC 《뭉쳐야 찬다》
- 2021년 MBC 《배달고파? 일단시켜!》 - 진행자(MC)
- 2021년 JTBC 《뭉쳐야 쏜다》 - 코치, 해설
- 2021년 MBC 《구해줘! 홈즈》
- 2021년 MBC 《안싸우면 다행이야》
- 2021년 MBN 《전국방방쿡쿡》
- 2022년 SBS 《신발 벗고 돌싱포맨》 - 게스트
- 2022년 JTBC 《전설체전》
- 2022년 E채널 《토요일은 밥이 좋아》

## 광고
- 1994년 삼성물산 브이네스
- 1995년 성우종합상운 바이킹
- 1995년 대한적십자사

## 유튜브
2021년 2월 1일 먹방 콘텐츠를 다룬 《먹보스 쭈엽이》 유튜브 채널이 오픈되었다.

## 홍보대사
- 2000년 한국이웃사랑회 친선대사
- 2005년 고려대학교 개교 100주년 기념 행사 홍보대사

## 사건
- 2013년 7월 10일, 음주운전 혐의로 불구속 입건,[14] 면허정지 100일 처분을 받았다.
- 2021년 3월 14일, 학교폭력에 의혹에 흽싸였다[15].

## 가족
그는 2007년 6월 21일 홍익대학교 불어불문학과 출신의 일반인 박상현과 결혼하였다. 슬하에는 현준희와 현준욱이라는 두 아들이 있다.
- 아버지 : 현진구 (1944년 ~ 2009년 4월 2일)
- 어머니 : 홍성화
- 배우자 : 박상현 (1979년 ~ )
  - 장남 : 현준희 (2009년 ~ )
  - 차남 : 현준욱 (2010년 ~ )

## 같이 보기
- 찰스 바클리